# Composita
Composita is een geslacht van uitgestorven brachiopoden, dat voorkwam van het Vroeg-Carboon tot het Perm. 

## Beschrijving
Deze 2,5 centimeter lange articulate brachiopode kenmerkt zich door de bijna ronde omtrek met een bolvormig profiel. De gladde schelp bevat fijne groeistrepen. De steelklep is gegroefd.

## Taxonomie
Composita is opgenomen in de familie Athyrididae (orde Athyridida) en geplaatst in de subfamilie Spirigerellinae. Gerelateerde geslachten omvatten Cariothyris en Planalvus samen met Athyris.

## Soorten
- C. indosinensis † Mansuy 1914
- C. semirostrata † Reed 1944
- C. advena † Grant 1976
- C. affinis † Girty 1908
- C. apheles † Cooper & Grant 1976
- C. apsidata † Cooper & Grant 1976
- C. bamberi † Shi & Waterhouse 1996
- C. biforma † Yang 1991
- C. bucculenta † Cooper & Grant 1976
- C. costata †  Cooper & Grant 1976
- C. cracens †  Cooper & Grant 1976
- C. crassa †  Cooper & Grant 1976
- C. depressa † Sun 1991
- C. discina †  Cooper & Grant 1976
- C. elongata † Dunbar & Condra 1932
- C. emarginata † Girty 1908
- C. enormis †  Cooper & Grant 1976
- C. grandis † Cooper 1953
- C. hapsida † Stehli & Grant 1970
- C. huagongensis † Liao 1979
- C. idahoensis † Butts 2007
- C. imbricata †  Cooper & Grant 1976
- C. jogensis † Yanagida & Nishikawa 1984
- C. longa † Zhang & Jin 1961
- C. mexicana † Hall 1857
- C. minuscula † Chronic 1949
- C. mira † Girty 1899
- C. misriensis † Reed 1944
- C. nucella †  Cooper & Grant 1976
- C. ovata † Mather 1915
- C. parasulcata †  Cooper & Grant 1976
- C. pilula †  Cooper & Grant 1976
- C. plana † Branson 1930
- C. prospera †  Cooper & Grant 1976
- C. pyriformis †  Cooper & Grant 1976
- C. quadrirotunda † Lee & Su 1980
- C. quantilla †  Cooper & Grant 1976
- C. sigma † Gordon 1975
- C. stalagmium †  Cooper & Grant 1976
- C. strongyle †  Cooper & Grant 1976
- C. subcircularis † Brill 1940
- C. subquadrata † Hall 1858
- C. subtilita † Hall 1852
- C. subtriangularis † Reed 1927
- C. tareica † Chernyak 1963
- C. tetralobata † Hoare 1960
- C. tobaensis † Wang 1985